# Fujiwara no Tadahira
Fujiwara no Tadahira (藤原 忠平, 880 – 949) , também conhecido como Teishin-Ko (貞信公),  Ko-Ichijo Dono (小一条殿), era um nobre estadista e político durante o Período Heian da História do Japão.

## Vida
Este líder do Ramo Hokke do Clã Fujiwara era filho de Mototsune . Foram irmãos de Tadahira:  Tokihira e Nakahira. O Imperador Murakami era sobrinho materno de Tadahira.
Tadahira assumiu a liderança dos Hokke  em 909, quando seu irmão mais velho Tokihira morreu. 

## Carreira
Tadahira escreveu e publicou o Engishiki (um livro sobre leis e costumes encomendado pelo Imperador Daigo. Além disso foi um dos principais editores responsáveis pelo desenvolvimento do código legal japonês conhecido como Sandai-kyaku-shiki , por vezes referido como as Regras e Regulamentos das Três Gerações . 
Tadahira atuou como Sekkan (regente) do Imperador Suzaku que governou de 930 a 946.
Em 914 (14º ano de Engi, 7º mês): Tadahira foi nomeado Udaijin.
Em 924 Tadahira foi nomeado Sesshō.
Em 931 (9º ano de Encho): Tadahira foi nomeado  Sadaijin.
Em 936 (6º ano de Jōhei, 8º mês):  Tadahira assume o papel de Daijō Daijin.
Em 937  7º ano de Jōhei,  1º mês): Presidiu a cerimônia de maioridade do Imperador Suzaku.
Em 941 (4º ano de Tengyō): Ele se tornou  Kanpaku.

| Precedido por Fujiwara no Tokihira  | -- 10º Líder dos Hokke Fujiwara (909 -949) | Sucedido por Fujiwara no Morosuke |
| Precedido por Fujiwara no Mototsune | Kanpaku (936 -949)                         | Sucedido por Fujiwara no Saneyori |
| Precedido por Fujiwara no Mototsune | Sesshō (930 -941)                          | Sucedido por Fujiwara no Saneyori |
| Precedido por Fujiwara no Mototsune | 11º Daijō Daijin (941 -949)                | Sucedido por Fujiwara no Saneyori |
| Precedido por Fujiwara no Tokihira  | 22º Sadaijin (924 -935)                    | Sucedido por Fujiwara no Nakahira |
| Precedido por Minamoto no Hikaru    | 39º Udaijin (914 -924)                     | Sucedido por Fujiwara no Sadakata |